# Мапидиан
Мапидиан (Mahuayana, Maiopitian, Maopidyán, Maopityan, Mapidian, Mawayana) — почти исчезнувший аравакский язык, на котором говорят народ мапидиан, проживающий вместе с народом вайвай в штате Рорайма в Бразилии, а также раньше был распространён на юго-западе Гайаны. Вероятно, народ мапидиан говорит на языке вайвай. В 1960-х годах не все, но большинство перебрались в Бразилию. В настоящее время в Гайане мапидиан является мёртвым языком. Лексическая схожесть: 10 % с вапишана и 20 % с аторада.
Поселения народа были обнаружены у притока реки Тромбетас исследователями Мальчером и Фрикелем. 